# メリディアン (ペンシルベニア州)

メリディアン（Meridian）は、アメリカ合衆国ペンシルベニア州バトラー郡バトラー・タウンシップにある地域である。
2010年国勢調査での人口は3,881人であった。
2024年7月、メリディアンは第45代・第47代アメリカ合衆国大統領ドナルド・トランプ暗殺未遂事件の現場ともなった。

## 歴史
メリディアンは1908年、近くの地域とニューキャッスル鉄道という都市間トロリー線によって結ばれた。この路線は1931年6月15日に廃止され、トロリーはバスに置き換えられた。
ドナルド・トランプ前大統領は2024年7月13日、メリディアンのバトラー・ファーム・ショーの見本市会場で行われていた選挙集会中に銃撃された。この襲撃でトランプと他の少なくとも2人の参加者が負傷し、1人の参加者が死亡した。襲撃者のトーマス・マシュー・クルックスはシークレットサービスの狙撃手によって射殺された。